# Droga wojewódzka 104
Die Droga wojewódzka 104 (DW 104) war eine polnische Woiwodschaftsstraße
innerhalb der Woiwodschaft Niederschlesien. Auf einer Länge von lediglich 4 Kilometern verband sie die beiden Gebiete des Powiat Głogowski (Kreis Glogau) und des Powiat Polkowicki (Kreis Polkowitz) mit den beiden Orten Leszkowice (Fähreichen) an der DW 330 bzw. Trzęsów (Rostersdorf) an der DW 292.
Seit dem 12. Dezember 2019 ist die Straße zur Gemeindestraße abgestuft.